# National Alliance of Liberals
Die National Alliance of Liberals (NAL) war eine politische Partei in Ghana. Vorsitzender der NAL war Komla Agbeli Gbedemah, ein ehemaliger Minister (Finanzminister und Gesundheitsminister) in der Regierung der Convention People’s Party unter Kwame Nkrumah.
Die NAL war eine durch das Volk und die Interessen der Ewe dominierte Partei mit ebenfalls wichtigen Einflüssen der bis 1966 regierenden Partei Convention People’s Party (CPP). 

## Entwicklung
Der Vorsitzende der NAL, Komla Agbeli Gbedemah, wurde kurz nach den Wahlen vom 29. August 1969 durch den Supreme Court seines Parlamentssitzes enthoben, aufgrund der Verurteilung wegen schwerwiegender Finanzdelikte. Führungslos schloss sich die NAL mit drei kleineren Parteien unter dem Vorsitz von Joe Appiah zur Justice Party im Oktober 1970 zusammen.
Die NAL trat bei den Wahlen zur Nationalversammlung (National Assembley) am 29. August 1969 in der Zeit der Militärregierung des National Liberation Council in der Übergangsphase zur Demokratie an und erzielte 29 der 140 Sitze, also ca. 30,4 Prozent der Wählerstimmen. Die NAL (nach der Umbenennung die JP) war die wichtigste Oppositionspartei während der Regierungszeit von Premierminister Kofi Abrefa Busia. Die NAL, bzw. die JP wurde mit dem allgemeinen Parteiverbot nach dem zweiten Militärputsch in Ghana am 13. Januar 1972 durch Ignatius Kutu Acheampong verboten und aufgelöst.

## Bekannte Mitglieder der NAL
- Daniel Augustus Lartey